# Triple Déesse
 (décembre 2024).
Si vous disposez d'ouvrages ou d'articles de référence ou si vous connaissez des sites web de qualité traitant du thème abordé ici, merci de compléter l'article en donnant les références utiles à sa vérifiabilité et en les liant à la section « Notes et références ».
La Triple Déesse est une divinité ou un archétype de divinité vénéré dans de nombreuses religions, spiritualités et philosophies néopaïennes. Dans l'usage néopaïen courant, la Triple Déesse est considérée comme une trinité de trois aspects ou figures distinctes unies en un seul être. Cette trinité se compose généralement de trois figures féminines, la Jeune Fille, la Mère et la Vieille Femme, chacune symbolisant à la fois une étape distincte du cycle de vie féminin, mais également une phase de la Lune. Ces trois figures sont également parfois associées aux royaumes de la terre, du ciel et de l'enfer. Dans les nombreuses approches de la sorcellerie et du Wicca, son consort masculin est le Dieu Cornu. Les trois figures sont généralement désignées comme la Vierge, la Mère, et la Bigote, terme utilisé pour renvoyer à une vieille femme.
La Triple Déesse fait l'objet d'intérêt du poète, romancier et mythographe Robert Graves au XXème dans ses ouvrages La Déesse blanche et Les mythes grecs. Cette figure influence largement l'ensemble de son oeuvre. Les multiples conceptions contemporaines de la Triple Déesse ont été fortement influencées par Graves, qui la considérait comme la muse continue de toute vraie poésie, et qui imaginait son culte antique, en s'appuyant sur l'érudition, la fiction et la mythologie de son temps, notamment sur les travaux de Jane Ellen Harrison et d'autres ritualistes de Cambridge. L'érudit hongrois de la mythologie grecque Karl Kerenyi a également perçu une déesse lunaire triple sous-jacente dans la mythologie grecque. L'archéologue Marija Gimbutas a également souligné l'existence d'un culte dédié à une triple divinité, dans les cultures occidentales anciennes notamment, cependant sans rapport entre elles : l'hétérogénéisation de ces croyances et de ces cultes ne permet donc pas une définition claire et précise de cette triple divinité. Cela dit, de nombreux systèmes de croyances néopaïens suivent la figure proposée par Graves et Gimbutas d'une Triple Déesse universelle et interculturelle, perméable aux idées préconçues et mœurs contemporains. La figure de la Triple Déesse et les idées qui lui sont associées continuent d'influencer le féminisme, la littérature, la psychologie jungienne et la critique littéraire.